# 电突触

電突觸是神經元之間突觸的一種，是以直接電氣方式耦合。
電突觸是以兩個神經元之間相距僅2至4奈米的縫隙連接作為傳遞信號的地方，相對於20-40奈米的化學突觸來說小得多，帶電的離子可以在此交換，並引起神經衝動。對於大多數動物，同時存在電突觸和化學突觸這兩種神經突觸。
电突触的优点是传播速度较快，可以在更短的时间内传递信息。但是，由于缺乏增益，这种突触的突触后神经元受到的刺激的程度总是和突触前神经元的相同或更小。故电突触常常存在于神经系统中需要快速回应的地方，比如防卫反射。电突触的另一种特点是，一般情况下它们是双向的（即允许兴奋从突触两侧的任意细胞发出），但有些电突触仍是单向的。